# Tožibabe
Tožibabe je bila ena prvih slovenskih hard core / punk zasedb in so prva slovenska in jugoslovanska vse-ženska rock zasedba, v kateri so bila samo dekleta avtorice glasbe in besedil.
Stalne članice so bile Marsa, Lidija in Krischka, na začetku pa tudi Pika, v obdobju, ko so na klaviature snemali svojo 7 palčno malo ploščo  Dežuje  pa tudi Barbara. 
Njihova besedila so mračna, polna obupa.
Posneli so tudi nekaj glasbenih videospotov z avtorskim scenarijem in režijo.